# Leichtathletik-Weltmeisterschaften 2023/Teilnehmer (Tschechien)
| Goldmedaillen | Silbermedaillen | Bronzemedaillen |
| ------------- | --------------- | --------------- |
| —             | —               | 2               |

Der Leichtathletikverband von Tschechien nahm an den Leichtathletik-Weltmeisterschaften 2023 in Budapest teil. 23 Athletinnen und Athleten wurden vom tschechischen Verband nominiert.

## Medaillengewinnerinnen
| Medaille | Athleten                                                 | Disziplin       |
| -------- | -------------------------------------------------------- | --------------- |
| Bronze   | Matěj Krsek Tereza Petržilková Patrik Šorm Lada Vondrová | 4 × 400 m Mixed |
| Bronze   | Jakub Vadlejch                                           | Speerwurf       |

## Ergebnisse

### Männer

#### Laufdisziplinen
| Athlet                                                                      | Disziplin    | Vorlauf        | Vorlauf | Halbfinale | Halbfinale | Finale | Finale |
| Athlet                                                                      | Disziplin    | Zeit           | Platz   | Zeit       | Platz      | Zeit   | Platz  |
| --------------------------------------------------------------------------- | ------------ | -------------- | ------- | ---------- | ---------- | ------ | ------ |
| Ondřej Macík                                                                | 200 m        | 20,40 s        | 03      | 20,71 s    | 08         | DNQ    | DNQ    |
| Matěj Krsek                                                                 | 400 m        | 45,99          | 06      | DNQ        | DNQ        | DNQ    | DNQ    |
| Vít Müller                                                                  | 400 m Hürden | 49,37 s        | 07      | DNQ        | DNQ        | DNQ    | DNQ    |
| Matěj Krsek Pavel Maslák Vít Müller Patrik Šorm nicht eingesetzt: Jan Tesař | 4 × 400 m    | 3:00,99 min NR | 06      |            |            | DNQ    | DNQ    |

#### Sprung/Wurf
| Athlet         | Disziplin   | Qualifikation | Qualifikation | Finale     | Finale |
| Athlet         | Disziplin   | Weite/Höhe    | Platz         | Weite/Höhe | Platz  |
| -------------- | ----------- | ------------- | ------------- | ---------- | ------ |
| Radek Juška    | Weitsprung  | 8,10 m        | 09            | 7,98 m     | 07     |
| Tomáš Staněk   | Kugelstoßen | 20,41 m       | 16            | DNQ        | DNQ    |
| Patrik Hájek   | Hammerwurf  | 68,77 m       | 32            | DNQ        | DNQ    |
| Jakub Vadlejch | Speerwurf   | 83,50 m       | 3             | 86,67 m    | Bronze |

### Frauen

#### Laufdisziplinen
| Athletin           | Disziplin    | Vorlauf     | Vorlauf | Halbfinale | Halbfinale | Finale       | Finale |
| Athletin           | Disziplin    | Zeit        | Platz   | Zeit       | Platz      | Zeit         | Platz  |
| ------------------ | ------------ | ----------- | ------- | ---------- | ---------- | ------------ | ------ |
| Tereza Petržilková | 400 m        | 51,30 s     | 03      | 51,94 s    | 08         | DNQ          | DNQ    |
| Lada Vondrová      | 400 m        | 50,92 s     | 04      | 51,50 s    | 07         | DNQ          | DNQ    |
| Kristiina Mäki     | 1500 m       | 4:06,90 min | 09      | DNQ        | DNQ        | DNQ          | DNQ    |
| Moira Stewartová   | Marathon     |             |         |            |            | 2:34:02 h    | 26     |
| Eliška Martínková  | 20 km Gehen  |             |         |            |            | 1:34:02 h    | 27     |
| Tereza Ďurdiaková  | 35 km Gehen  |             |         |            |            | 2:49:06 h NR | 10     |
| Nikoleta Jíchová   | 400 m Hürden | 55,10 s     | 04      | 55,01 s    | 06         | DNQ          | DNQ    |

#### Sprung/Wurf
| Athletin           | Disziplin      | Qualifikation | Qualifikation | Finale     | Finale |
| Athletin           | Disziplin      | Weite/Höhe    | Platz         | Weite/Höhe | Platz  |
| ------------------ | -------------- | ------------- | ------------- | ---------- | ------ |
| Michaela Hrubá     | Hochsprung     | 1,85 m        | 20            | DNQ        | DNQ    |
| Amálie Švábíková   | Stabhochsprung | 4,65 m        | 07            | 4,50 m     | 11     |
| Irena Gillarová    | Speerwurf      | 54,15 m       | 32            | DNQ        | DNQ    |
| Nikola Ogrodníková | Speerwurf      | 54,59 m       | 28            | DNQ        | DNQ    |
| Nikol Tabačková    | Speerwurf      | 55,45 m       | 24            | DNQ        | DNQ    |

### Mixed

#### Laufdisziplinen
| Athletin/Athlet | Disziplin | Vorlauf     | Vorlauf | Finale         | Finale |
| Athletin/Athlet | Disziplin | Zeit        | Platz   | Zeit           | Platz  |
| --- | --------- | ----------- | ------- | -------------- | ------ |
| Matěj Krsek (m) Tereza Petržilková (w) Patrik Šorm (m) Lada Vondrová (w) nicht eingesetzt: Lurdes Gloria Manuel (w) Pavel Maslák | 4 × 400 m | 3:12,52 min | 06      | 3:11,98 min NR | Bronze |